# توبران
توبران (به لاتین: Tuboran) یک منطقهٔ مسکونی در فیلیپین است که در Central Visayas, Region VII واقع شده‌است.

## خصوصیات
توبران ۱٬۱۳۵ نفر جمعیت دارد.